# Butis koilomatodon
Butis koilomatodon es una especie de pez del género Butis, familia Butidae. Fue descrita científicamente por Bleeker en 1849.
Se distribuye por el Indo-Pacífico: Mozambique y Madagascar a China y Filipinas. Atlántico Oriental: Port Harcourt (delta del Níger en Nigeria). También encontrado en Guinea y Camerún. Introducido en Panamá, Venezuela y Brasil. La longitud total (TL) es de 10,7 centímetros. Habita en ríos, estuarios y manglares y su dieta se compone de crustáceos y pequeños peces.
Está clasificada como una especie marina inofensiva para el ser humano.